# ラダ・クリシュナ・マイナリ
ラダ・クリシュナ・マイナリ（Radha Krishna Mainali、1946年9月26日 - ）はネパールの政治家。 
タプレジュン郡チョクプル生まれ。1970年代初期にはインドの毛沢東派の影響を受け、弟のチャンドラ・プラカシュ・マイナリとともにジャバ郡での武装蜂起に参加した。1973年－1986年、投獄。釈放後、考えを変え、共産主義者は民主化のために広範な国民運動を展開するべきだと主張し、ネパール共産党マルクス・レーニン主義派の結成に加わった。
1990年の民主化運動（ジャナ・アンドラン）では統一左翼戦線議長代行として傑出した指導者を演じた。1990年4月8日、ジャナ・アンドランの4人のリーダーの一人として、国王とともに国営テレビに出演し、民主化運動が勝利に終わったと宣言した。
のちにマルクス・レーニン主義派はネパール統一共産党に合流し、その指導的一員となる。1994年には国会議員選挙に当選。選挙後、統一共産党を少数与党とするマン・モハン・アディカリ内閣の農業・土地改良大臣となる。
1998年、統一共産党を離脱、「ネパール共産党マルクス・レーニン主義派」を結成し、政治局員となる。
しかし、1999年の国会議員選挙では落選した。2002年統一共産党とマルクス・レーニン派が再統合すると、その常任委員会委員となる。
2003年7月、党との意見の相違から党籍が一時停止された。マイナリは党の戦術を批判し、ギャネンドラ国王との和解を主張した。2005年2月1日の国王によるクーデタの時、マイナリは国王を支持し、国王に教育・スポーツ大臣任ぜられる。
2006年4月、国王による内閣が放棄されると、マイナリはその年の民主化運動（ロクタントラ・アンドラン）に対する弾圧の責任を否定した。